# Гайсинський Моїз
Мої́з (Мойсе́й) Гайси́нський (фр. Moïse Haïssinsky; *23 жовтня 1898, Тараща, Київщина — †10 лютого 1976, Париж (Франція) — французький хімік українсько-єврейського походження, один з основоположників радіаційної хімії.

## Біографія
Моїз (Мусій) Гайсинський народився 23 жовтня 1898 року в Таращі на Київщині в єврейській родині.
У 1917 році закінчив гімназію в Катеринославі (тепер Дніпро), до 1920 року навчався в Харківському університеті, де вивчав філософію та психологію.
В 1921 році нелегально емігрував до Ерец-Ісраель (Ізраїль, тоді Британський мандат у Палестині), де працював на будівництві доріг.
З 1923 року жив в Італії. Протягом 1923—1928 рр. вивчав хімію в Римському університеті ла Сапієнца. В 1927 там захистив докторську дисертацію.
Після закінчення навчання переїхав до Франції, де працював у компанії Томсон-Хаустон (Париж). У 1930—36 та у 1957—63 рр. працював у Паризькому університеті (добре відома Сорбонна), в 1959 р. отримав звання професора хімії. Паралельно з 1937 року перейшов на роботу в Національний центр наукових досліджень Франції (Париж), де працював з 1937 по 1940 рр., а потім знову з 1945 по 1957 рр. (з 1955 року директор Центру). В роки Другої світової війни втік з Парижу до Ліону, де також обіймав професорську посаду в місцевому університеті (1940—45).

## Науковий внесок
Моїз Гайсинський зробив фундаментальний внесок до ядерної та радіаційної хімії, в організацію науково-дослідних робіт у Франції тощо.
Електрохімічними та радіохімічними методами він досліджував сполуки протактинідів, полонію та кюрію. У 1949—50 роки М.Гайсинський, зокрема, виступив з критикою актинідної концепції розміщення елементів з порядковим номером за 89 в періодичній системі (концепцію сформував 1945 року американський вчений Г. Сіборг). Він же запропонував уранідну концепцію, названу його іменем: тобто теоретично обґрунтував нову ідею розміщення групи елементів сьомого періоду, починаючи з урану. Він продемонстрував можливість використання радіаційної хімії в кінетиці і каталізі (1970).
Гайсинський відкрив аналогію активуючої дії гамма-випромінювання та ультразвуку на перебіг хімічної реакції. Для елементів, починаючи від 104 номера періодичної таблиці, він передбачив електронні конфігурації, стан окислення, величини іонних та атомних радіусів, значення потенціалів іонізації, електронегативності, а також основні якісні реакції (1972). Йому належить відкриття чотирьохвалентного паладію.
Вчений вивчив природу радіоактивних колоїдів, механізм утворення моноатомних шарів, займався радіохімією водних розчинів та багатьма іншими речами.
Гайсинський був автором першої монографії з ядерної хімії «Ядерна хімія та її застосування» (Париж, 1957), що була перекладена на російську (1961), англійську (1964) та багато інших мов.
В 1965 році, разом з французьким радіохіміком Ж.Радловим, видав «Радіохімічний словник термінів», в якому наводилася характеристика 104 елементів періодичної системи, та описав історію їх відкриття, фізичні та хімічні властивості, ізотопний склад, способи одержання ізотопів, їхні ядерні характеристики, а також найважливіші галузі застосування.
Гайсинський займався також історією науки.
Наукова робота Гайсинського неодноразово відзначалася преміями та нагородами, він був членом Італійської Національної академії наук деі Лінчеі (італ. dei Lincei, Рим, 1953), членом Французької академії інженерних наук, а також різноманітних хімічних та фізичних товариств Європи та Америки.